# Mychajło Peczeny
Mychajło Fedorowycz Peczeny, ukr. Михайло Федорович Печений, ros. Михаил Федорович Печёный, Michaił Fiodorowicz Pieczony (ur. 8 listopada?/21 listopada 1906 w Mikołajowie, zm. 14 listopada 1980 we Lwowie) – ukraiński piłkarz, grający na pozycji napastnika, trener i sędzia piłkarski.

## Kariera piłkarska

### Kariera klubowa
W 1923 rozpoczął karierę piłkarską w drużynie Żeldor Mikołajów. W 1927 roku został piłkarzem Rajkomu Metalistiw Mikołajów. W początku 1929 przeszedł do Dynama Kijów, ale w lipcu 1933 przeniósł się do Dynama Odessa. W latach 1934–1936 bronił barw Dinama Gorki, a w 1937 Spartaka Kijów. W 1938 powrócił do Dynama Kijów, ale nie zagrał żadnego meczu i zakończył karierę piłkarską.

### Kariera reprezentacyjna
Bronił barw reprezentacji Mikołajowa (1926-1928), Kijowa (1921-1927) i Ukraińskiej SRR (1927-1933). W 1933 występował w drugiej reprezentacji ZSRR.

## Kariera trenerska
W 1939 rozpoczął karierę trenerską. Do sierpnia 1940 trenował Dynama Kijów. W okresie wojennym prowadził Dinamo Ałma-Ata. W 1945 objął stanowisko głównego trenera Spartaka Lwów, w którym pracował do 1947. Potem w latach 50-60. XX wieku trenował dzieci we Lwowie. Zmarł 14 listopada 1980 we Lwowie w wieku 74 lata.

## Sukcesy i odznaczenia

### Sukcesy klubowe
- mistrz Ukraińskiej SRR: 1927
- wicemistrz Ukraińskiej SRR: 1928
- wicemistrz Towarzystwa Sportowego "Dynamo": 1929

### Sukcesy indywidualne
- wybrany do listy 44 i 33 najlepszych piłkarzy ZSRR według magazynu FiS: Nr 3 (1928, 1930)

### Odznaczenia
- nagrodzony tytułem sędzia kategorii republikańskiej
- nagrodzony tytułem Zasłużonego Trenera Sportu Ukraińskiej SRR: 1961